# Martin Camus Mimb
Martin Camus Mimb, né le 5 octobre 1973, est un analyste des questions de sports, promoteur de radio, journaliste sportif, écrivain et formateur en communication camerounais.

## Biographie

### Enfance, éducation et débuts
Martin Camus Mimb (de son nom de naissance Martin Fleur Mimb Hiol), est né le 5 octobre 1973 à Mouanko. Il doit son pseudonyme de Camus à ses aptitudes en littérature, alors qu'il est élève en classe de sixième.
Son père, Samuel Hiol Motassi, infirmier et polygame, est chef traditionnel du village de Logbadjeck, près d'Edea. Il a six sœurs et trois frères.
Il commence sa scolarité à l'école publique de Logbadjeck. Atteint par la poliomyélite en bas âge, il trouve sa vocation dans le commentaire des évènements sportifs. Son institutrice d'école le surnomme Abel Mbengué.
En 1990, il obtient le BEPC à Edéa, en pays Bassa. Après un premier échec au baccalauréat du lycée bilingue d'Edéa, dû à ses engagements comme président du club journal - poste occupé 5 ans durant -, son père l'inscrit au lycée classique de la même ville. Il y obtient le baccalauréat A4 avec la mention « assez bien » en étant aussi président du club journal.
Victor Minka, journaliste et fonctionnaire à Edéa sera un mentor avec qui Martin apprend les rudiments du métier de journaliste. Surnommé Charles Ndongo à ses débuts, c'est Abed Nego Messang qu'il choisit comme modèle pour ses chroniques de Dimanche Midi, chroniques qu'il enregistre et répète.
Trois ans plus tard, il obtient une licence en communication de la jeune faculté des lettres et sciences humaines de l'Université de Douala. Faute de moyens financiers, il se lance dans une carrière de journalisme et suit en parallèle des cours de journalisme par correspondance qui se terminent par un diplôme.

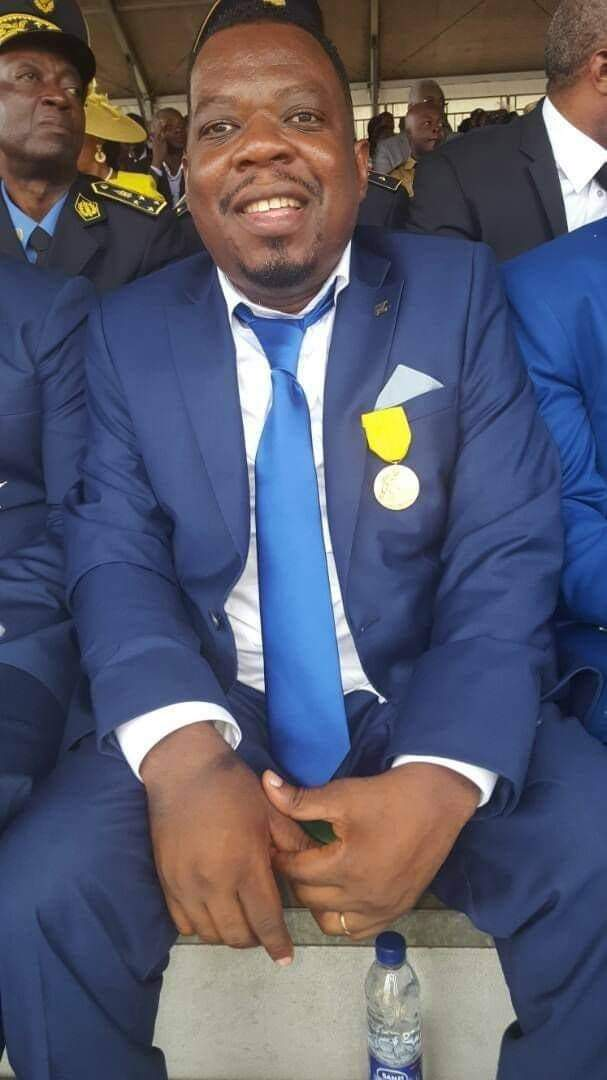
Martin Camus Mimb

### Carrière
Après des débuts comme correspondant pour la Sanaga Maritime de la station radio FM 105 CRTV de Douala, son parcours le mène de la presse écrite à la télévision. D'abord dans la presse écrite à Dikalo à Douala où il devient, en 1998, chef de rubrique sport. Il est recruté à la radio Equinoxe en 2002, puis passe à la télévision STV en 2008.
Correspondant de "Médias d'Afrique" de Alain Foka, chez RFI, Martin Camus Mimb commente les matchs de la coupe du monde en Afrique du Sud en 2010 pour le compte de CFI, de la CAN 2012 et mondial de football au Brésil en 2014. En 2012, il rejoint la Chaîne Panafricaine Vox Africa, où il est Directeur des Sports.
Il collabore avec plusieurs médias européens, dont le journal français SoFoot.
À la fin des années 2010, il travaille comme coach en développement personnel et formateur dans les métiers de l'audiovisuel. Il est speaker lors des conférences à travers l'Afrique. En 2013, il lance la première radio de sport au Cameroun et en Afrique Centrale; RSI (Radio Sport Info) qui devient au Cameroun une référence dans le traitement de l'information sportive. Pour le compte de Canal+,, il devient formateur,. Il est réputé proche de Samuel Eto'o.

### Scandale de sextape et règlements de comptes
En juin 2021, il est au cœur d'un scandale sexuel. La diffusion sur les réseaux sociaux d’une vidéo montrant les ébats sexuels d’une jeune femme, Malika, suscitent la polémique dans le pays. Les photos et vidéos en question ont été tournées dans le bureau de Martin Camus Mimb, alors journaliste promoteur de RSI Radio Sport, basé à Douala.
Dans le sillage du scandale, la parole se libère chez certaines femmes pour dénoncer des faits de harcèlement, des agressions sexuelles et des tentatives de viol dont elles auraient été victimes de la part de Martin Camus Mimb. Plusieurs dizaines de témoignages  de victimes présumées sont reçus et des dénonciations s’accumulent : politiciens, journalistes et hommes d’affaires sont mentionnés comme membres de groupes secrets visant à assouvir leurs fantasmes ; asservir sexuellement des jeunes femmes et filmer les ébats, afin que personne ne soit tenté de les dénoncer. Des faits quin'ont pas été retenus devant la justice, parce que non documentés et les "témoins" invisibles à la barre.
Le jeudi 24 juin 2021, une citation directe est déposée par un collectif d’avocats défendant les intérêts de Malicka auprès du tribunal de première instance de Douala, et vise à confronter les personnes impliquées dans l'affaire. Martin Camus Mimb annonce qu’il se retire momentanément des réseaux sociaux via lesquels le scandale a été révélé et a pris de l’ampleur. Du fait de ce scandale, Martin Camus Mimb aurait  perdu ses contrats avec plusieurs partenaires. Martin Camus a publié avant le scandale un ouvrage relatant son parcours. Il est le premier journaliste africain à commenter deux finales de Coupe du monde en 2010 et 2014, pour toutes les télévisions francophones réunies au sein de l'UAR (Union Africaine de Radiodiffusion). Il a travaillé pour la chaîne française Canal+ , les médias panafricains comme Vox Africa et est à la tête de plusieurs projets éditoriaux. En 2013, il avait lancé la première radio de sport d'Afrique Centrale RSI (Radio Sport Info) à Douala. 
En juillet 2021, Martin Camus Mimb est placé en garde à vue. Il est relâché quelque temps après, la Cour d'Appel du Littoral n'ayant pas trouvé suffisants les éléments pour une incarcération. Il est à noter qu'aucun des huit chefs d'accusation présentés par le collectif des avocats n'a été retenu dans la décision finale du tribunal.
Le 3 mars 2022, il est condamné à 4 mois de prison ferme pour complicité de publications obscènes et atteinte à la vie privée d’autrui par voie électronique, peine couverte par sa précédente détention provisoire,.

### Vie privée
Martin Camus Mimb est marié et père de cinq enfants.